# Список умерших в 893 году

## Май
- 1 мая — Теодард Нарбоннский, архиепископ Нарбона (885—893), католический святой[1].
- 18 мая — Стефан I, патриарх Константинопольский (886—893).

## Сентябрь
- 6 сентября — Аривара-но Юкихира, японский государственный деятель и поэт.

## Дата смерти неизвестна или требует уточнения
- Аснар II Галиндес, граф Арагона (867—893)[2].
- Баграт I, царь Абхазии (861—873 и 887—893).
- Харб аль-Кирмани, мухаддис, правовед ханбалитского мазхаба[3].
- Хивайд ап Бледри, король Диведа (до 893)[4].